# Donje Sokolovo
Donje Sokolovo – wieś w Bośni i Hercegowinie, w Federacji Bośni i Hercegowiny, w kantonie uńsko-sańskim, w gminie Ključ. W 2013 roku liczyła 2 mieszkańców – Serbów.